# Maria Colónová
Maria Colónová (* 25. března 1958, Baracoa) je bývalá kubánská atletka, olympijská vítězka v hodu oštěpem.
Na olympiádě v Moskvě v roce 1980 zvítězila ve finále v hodu oštěpem výkonem 68,40 m. Její osobní rekord z roku 1986 je 70,14 m.